# Риварола, Агостино
Агостино Риварола (итал. Agostino Rivarola; 14 марта 1758, Генуя, Генуэзская республика — 7 ноября 1842, Рим, Папская область) — итальянский куриальный кардинал. Губернатор Кастель-Гандольфо с 8 марта 1816 по 1 октября 1817. Префект Дома Его Святейшества и Префект Апостольского дворца с 8 марта 1816 по 1 октября 1817. Префект Священной Конгрегации воды с 13 декабря 1827 по 30 августа 1833. Про-префект Конгрегации по делам духовенства с 19 сентября 1835 по 31 июля 1840. Префект Священной Конгрегации доброго управления с 31 июля 1840 по 7 ноября 1842. Кардинал-дьякон с 1 октября 1817, с титулярной диаконией Сант-Агата-алла-Субурра с 15 ноября 1817 по 3 июля 1826. Кардинал-дьякон с титулярной диаконией Санта-Мария-ад-Мартирес с 3 июля 1826 по 7 ноября 1842. Кардинал-протодьякон с 3 декабря 1834 по 7 ноября 1842.